# Ösmo
Ösmo – miejscowość (tätort) w Szwecji, w regionie administracyjnym (län) Sztokholm, w gminie Nynäshamn.
Według danych Szwedzkiego Urzędu Statystycznego liczba ludności wyniosła: 3866 (31 grudnia 2015), 3916 (31 grudnia 2018) i 3959 (31 grudnia 2019).
W miejscowości jest stacja kolejowa Ösmo.